# Soni (Giappone)
Soni (曽爾村?) è un villaggio giapponese della prefettura di Nara.